# Хеклинген
Хеклинген (нем. Hecklingen) — город в Германии, в земле Саксония-Анхальт. 
Входит в состав района Зальцланд. Подчиняется управлению Штадт Хеклинген.  Население составляет 7534 человека (на 31 декабря 2010 года). Занимает площадь 95,34 км². Официальный код  —  15 3 52 018.

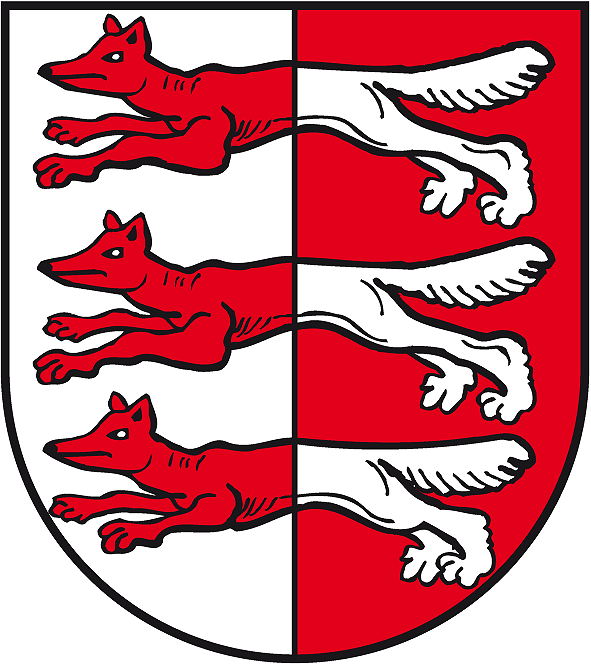
Cochstedt

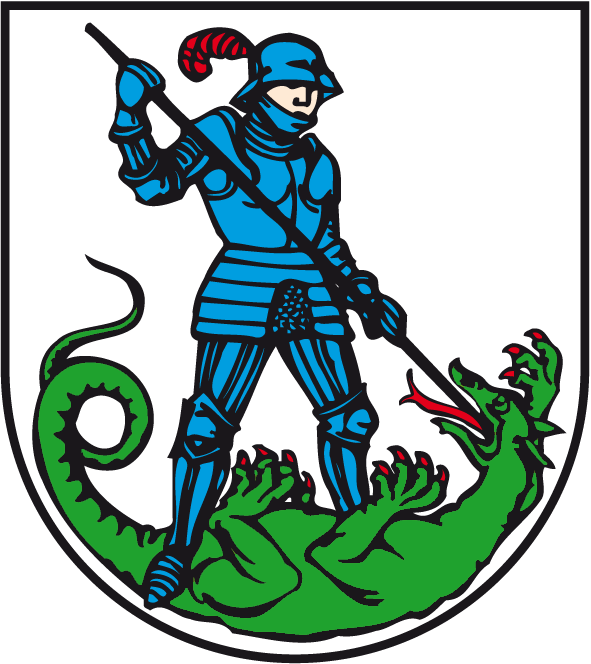
Хеклинген

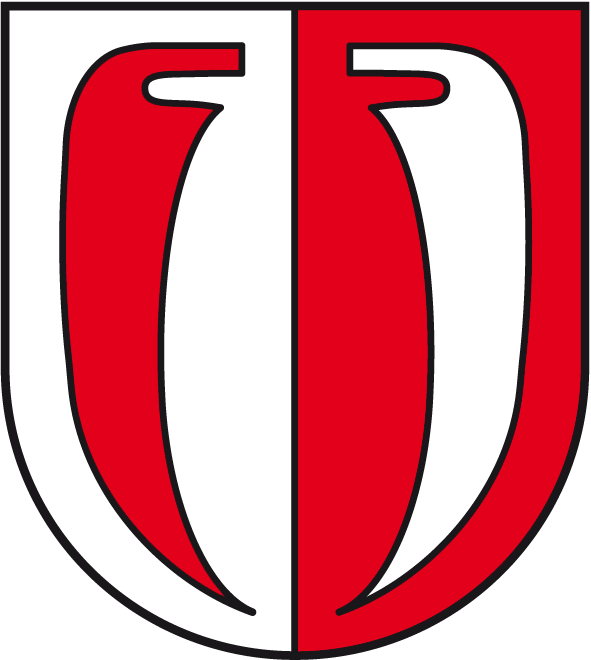
Schneidlingen